# Dors tranquille, Katherine
Dors tranquille, Katherine est un roman policier français de Charles Exbrayat publié en 1962.

## Résumé
L'inspecteur de police Kurt Possberg, est chargé d'enquêter sur le meurtre de Katherine Buchberger. Il n'a rencontré la jeune fille qu'une seule fois, à la morgue, et pourtant, il est profondément touché par sa mort. Très tôt, il se « heurte au clan des notables de la ville universitaire d'Heidelberg qui protège le meurtrier parce qu'il en fait partie », mais c'est sans compter sur sa ténacité, car l'inspecteur ira jusqu'au bout de ses investigations.

## Particularités du roman
Un des premiers romans de Charles Exbrayat qui n'appartient pas à la veine humoristique de l'auteur.

## Éditions
- Librairie des Champs-Élysées, coll. « Le Masque » no 762, 1962 ;
- LGF, coll. « Le Livre de poche policier » no 2246, 1967 ;
- Librairie des Champs-Élysées, coll. « Club des Masques » no 286, 1976.

## Source
- Jacques Baudou et Jean-Jacques Schleret, Le Vrai Visage du Masque, vol. 1, Paris, Futuropolis, 1984, 476 p. (OCLC 311506692), p. 181